# Jean Eric Rehn
Jean Eric Rehn (18. maj 1717 i Stockholm – 19. maj 1793) var en svensk arkitekt og kobberstikker i tiden mellem rokoko og louis seize. Han nævnes ofte som skaber af den gustavianske stil.

## Uddannelse
Jean Eric Rehn var søn af lapfoged Eric Bjur og Rebecca Rehn (ca 1689-1748). Han indgik i fortifikationsetaten, hvor han blev dessinatør-løjtnant (tegner). 23 år gammel rejste han 1740 med offentlig understøttelse til Paris for at studere ætsning. I den franske hovedstad blev han elev af Jacques-Philippe Le Bas, i hvis værksted han bl.a. udførte grafik med jagtscener.
Arkitekten og hofbygmesteren Carl Hårleman tog på statens vegne kontakt til Rehn i foråret 1745. Hårleman tilbød Rehn at komme hjem for, mod en årlig løn, at skabe mønstertegninger til silke-, uld- og linnedsfabrikationen for Manufakturkontoret og andre værksteder. Han begyndte med at sætte sig ind i de nyeste franske metoder, som han anså for egnede til de svenske manufakturer.

## Rhen som kunstindustriel formgiver
Efter sin hjemkomst samme år udøvede Rehn en flittig og mangesidig virksomhed. Ud over sit arbejde for fabrikkerne lavede han tegninger til kunstindustrien, juvelerarbejder, billedskærerarbejder og til Rörstrands porcelænsfabrik. Han udførte kartoner til gobeliner, der blev anvendt af de franske vævere ansat på de svenske slotte, skabte kobberstik og tegninger til medaljer og var lærer i tegning for kronprins Gustav og hans brødre.
Han var desuden lærer for Gustav 4. Adolf som kronprins, samt ved Kunstakademiet, hvor han indrettade en grafisk skole. I overintendentsembedet blev han "dessinatør" (mønstertegner) og kopist 1753.

## Rhen ved hoffet
På dronning Louise Ulrikes bekostning rejste Rehn sammen med maleren Johan Pasch til Frankrig og Italien i 1755. Rejsen varede 16 måneder med et halvt år i Rom. Hjemvendt blev Rehn 1757 hofindendant (hofbygmester) og professor ved Akademiet.
Han blev i høj grad beskæftiget for hoffets regning ikke mindst ved indretningsarbejderne for Lovisa Ulrika på Drottningholm Slot (biblioteket, naturaliekabinettet, Kina Slot) og senere ved de forandringer af Gripsholm Slot, som Gustav 3. lod udføre 1779 (den hvide sal, drottningens sengekammer) samt på Stockholm Slot. Rhen nydekorerede Bollhusteaterets salon 1772 og udførte tegninger til møbler med Georg Haupt. 
I sin tidlige periode sluttede Rehn sig til den franske rokokostil, som var formidlet af Carl Hårleman. Men Rehn fik tidligt indtryk af den gryende louis seize-stil, som han udviklede i selvstændig retning og dermed blev en af den gustavianske stils skabere og udøvere.
Rehn blev ridder af Vasaordenen og en af foregangsmændene for nutidens Konstfack i Sverige.

## Rhen som arkitekt og karikaturtegner
Som arkitekt var hans virksomhed mindre omfangsrig. Han udførte tegninger til Stora Väsby Slot, herregårdene Gimo, Tullesbo i Skåne, Forsmark med omgivelser og Österby Slot i Uppland og Ljung Slot i Östergötland, til Det Sutherske Hus ved Adolf Fredriks torg (et nu nedrevet tidligt eksempel på tidlig gustaviansk stil) og til Johannes Kirke, en kuppelkirke med klassisk tempelfront. Kirken blev påbegyndt 1783, men arbejdet blev afbrudt kort efter for aldrig at blive genoptaget. 1778 rejste Rehn atter udenlands for at skaffe garner til savonnerivævninger til slottene. 
Rehn var det svenske Kunstakademis vice-præses 1773-1789. 1789 forlod han sin stilling som hofintendants. Som kobberstikker var han virksom endnu ved slutningen af 1780'erne. Han stak 1787-1789 antikke bygninger fra Rom.  
Rehn var som Johan Tobias Sergel en kendt karikaturtegner i Sverige. Sergel udførte hans epitafium med portrætmedaillon i Klara Kirke.